# Ceratina itzarum
Ceratina itzarum är en biart som beskrevs av Cockerell 1931. Ceratina itzarum ingår i släktet märgbin, och familjen långtungebin. Inga underarter finns listade i Catalogue of Life.